# Sortlegeme
Et sortlegeme er et idealiseret objekt (legeme) med en perfekt termisk udstråling. Da udstråling og absorption af termisk stråling er symmetriske processer, må en perfekt lyskilde også nødvendigvis absorbere lys perfekt. Derfor vil et sådant legeme ved stuetemperatur fremstå som fuldstændigt sort – deraf navnet sortlegeme. Den termiske udstråling fra et sortlegeme afhænger udelukkende af legemets temperatur. Ved tilstrækkeligt høje temperaturer vil et sortlegeme udsende synlig termisk stråling svarende til den synlige del af det elektromagnetiske spektrum, det vil sige det vi kender som synligt lys. 

## Sortlegemer i praksis
Alle legemer, hvis temperatur er højere end det absolutte nulpunkt (-273,15 °C eller 0 K), udsender termisk stråling, men intet legeme er i praksis en perfekt lyskilde; alle materialer udstråler og absorberer lys bedre ved nogle bølgelængder end ved andre. Disse uregelmæssigheder gør det svært at studere interaktion mellem lys, varme og stof ved brug af almindelige legemer. Derfor kan man gøre eksperimentelt brug af sortlegemer.
Et tilnærmet sortlegeme kan fremstilles i materialer som absorberer lys. Det mørkeste stof man kender er fremstillet af nanostrukturer af kulstof og det absorberer over 99,9 % af det indfaldende lys. Til sammenligning absorberer almindelig sort maling kun 90-95 %.
I stedet for at bruge "mørke materialer" kan man konstruere en lysfælde. Man bygger en kasse af et varmeledende materiale, f.eks. metal. Denne kasse skal være hermetisk lukket, således at lys ikke kan slippe ind udefra og man sørger samtidig for at overfladen på indersiden er så absorberende som mulig. Man borer så et lille hul i kassen. Det lys, der kommer ud af dette hul vil have egenskaber, der næsten fuldstændigt modsvarer lyset fra et ideelt sortlegeme med en temperatur svarende til luften inde i kassen. 
I begyndelsen af det 20. århundrede studerede bl.a. videnskabsmændene Lord Rayleigh og Max Planck sortlegemestråling ved hjælp af en sådan kasse. Efter dette arbejde var Planck i stand til at give en beskrivelse af intensiteten af det lys et sortlegeme udstrålede, som funktion af dets bølgelængde. Derudover var han i stand til at beskrive hvordan dets spektrum ændrede sig ved ændringer i temperaturen. Plancks arbejde med sortlegemestråling er et af de områder af fysikken, der dannede grundlag for kvantemekanikken, men dette falder uheldigvis udenfor denne artikels område.